# Deutsche Chemie
Die Deutsche Chemie bezeichnet eine Sonderentwicklung des Faches Chemie innerhalb des nationalsozialistischen Wissenschaftssystems. Vergleichbar mit der „Deutschen Physik“ oder der „Deutschen Mathematik“ wurde versucht, die Chemie auf der nationalsozialistischen Ideologie zu begründen.

## Ziele und Inhalte
In der NS-Zeit entstand in Anlehnung an die ersten Erfolge der „Deutschen Physik“ um 1935 auch in der Chemie eine vergleichbare Initiative zur Umgestaltung der Wissenschaft nach rassischen Gesichtspunkten, die von den publizistisch tätigen Chemikern Conrad Weygand, Rembert Ramsauer, Helmut Harms, Karl Lothar Wolf und Robert M. Müller getragen wurde.:149:221 Diese Wissenschaftler, von denen alle außer Ramsauer Hochschullehrer waren, bemühten sich um die Ausarbeitung einer auf nationalsozialistischer Ideologie begründeten Theorie und Systematik der Chemie sowie um eine Demonstration der Überlegenheit ihrer Lehre gegenüber der modernen Chemie, die als rationalistisch, mechanistisch und zu speziell abgelehnt wurde.:196 Ähnlich der „Deutschen Physik“ basierten die Ansätze der „Deutschen Chemie“ auf der rassentheoretischen Überzeugung, dass nur dem deutschen Forscher die Erkenntnis der Natur in ihrer Ganzheit möglich sei.:148 Im Mittelpunkt des als Alternative zum modernen Atommodell begriffenen Theoriegebäudes stand die von Wolf und Ramsauer entwickelte und in einem Lehrbuch von Wolf formulierte „gestalthafte Atomlehre“, welche die historische Atomlehre des deutschen Arztes Daniel Sennert mit Goethes Morphologie verband. Die „Gestalt“ sollte dabei nicht als äußere Form, sondern als Träger der kleinsten Menge der Qualität jeglicher materiellen Erscheinungen in der Natur verstanden werden.:222 Wolfs Beschäftigung mit Goethe führte nach dem Krieg dazu, dass er Mitherausgeber von dessen naturwissenschaftlichen Schriften in Weimar wurde.

## Verbindung mit der nationalsozialistischen Ideologie
Hinter diesem Konzept stand die Überzeugung, dass die unterschiedlichsten Vorgänge und Formen in der Natur auf dasselbe Entwicklungsmuster („Gestalt“) zurückgeführt werden könnten und somit trotz ihrer Unterschiedlichkeit miteinander verbunden seien. Über dieses Prinzip der Einheitlichkeit und Ganzheit gelang auch die Verbindung der „Deutschen Chemie“ zur nationalsozialistischen Ideologie, da ähnlich der Überzeugung von der Ganzheitlichkeit des Volkskörpers und einer festen Rangordnung der Rassen auch die „gestalthafte Atomlehre“ von einem ganzheitlichen und organischen Naturbild und einer Rangordnung ihrer Elemente ausging.:153 Zwar erlangte Wolfs Lehrbuch über die „gestalthafte Atomlehre“ im „Dritten Reich“ bis hinein in die Nachkriegszeit einige Verbreitung, konnte aber letztendlich weder im Nationalsozialismus noch in den Nachkriegsjahren einen bemerkenswerten Einfluss auf die etablierten Theorien entfalten.:160